# Vails Gate
Vails Gate es un lugar designado por el censo ubicado en el condado de Orange en el estado estadounidense de Nueva York. En el año 2000 tenía una población de 3,319 habitantes y una densidad poblacional de 1,285.9 personas por km². Vails Gate se encuentra ubicada dentro del pueblo de New Windsor.

## Geografía
Vails Gate se encuentra ubicada en las coordenadas 41°27′29″N 74°3′13″O / 41.45806, -74.05361. Según la Oficina del Censo, la ciudad tiene un área total de 2,6 km² (1 mi²), de la cual 2,6 km² (1 mi²) es tierra y 0 km² (0 mi²) (0%) es agua.

## Demografía
Según la Oficina del Censo en 2000 los ingresos medios por hogar en la localidad eran de $39,851, y los ingresos medios por familia eran $44,485. Los hombres tenían unos ingresos medios de $38,636 frente a los $31,019 para las mujeres. La renta per cápita para la localidad era de $22,967. Alrededor del 10.4% de la población estaban por debajo del umbral de pobreza.